# Parabuthus villosus
Espèce
Synonymes
- Prionurus villosus Peters, 1862
- Parabuthus brachystylus Lawrence, 1928

Parabuthus villosus ou Scorpion à queue poilue noire est une espèce de scorpions de la famille des Buthidae.

## Distribution
Cette espèce se rencontre en Namibie et en Afrique du Sud,.

## Description
L'holotype mesure 115 mm.

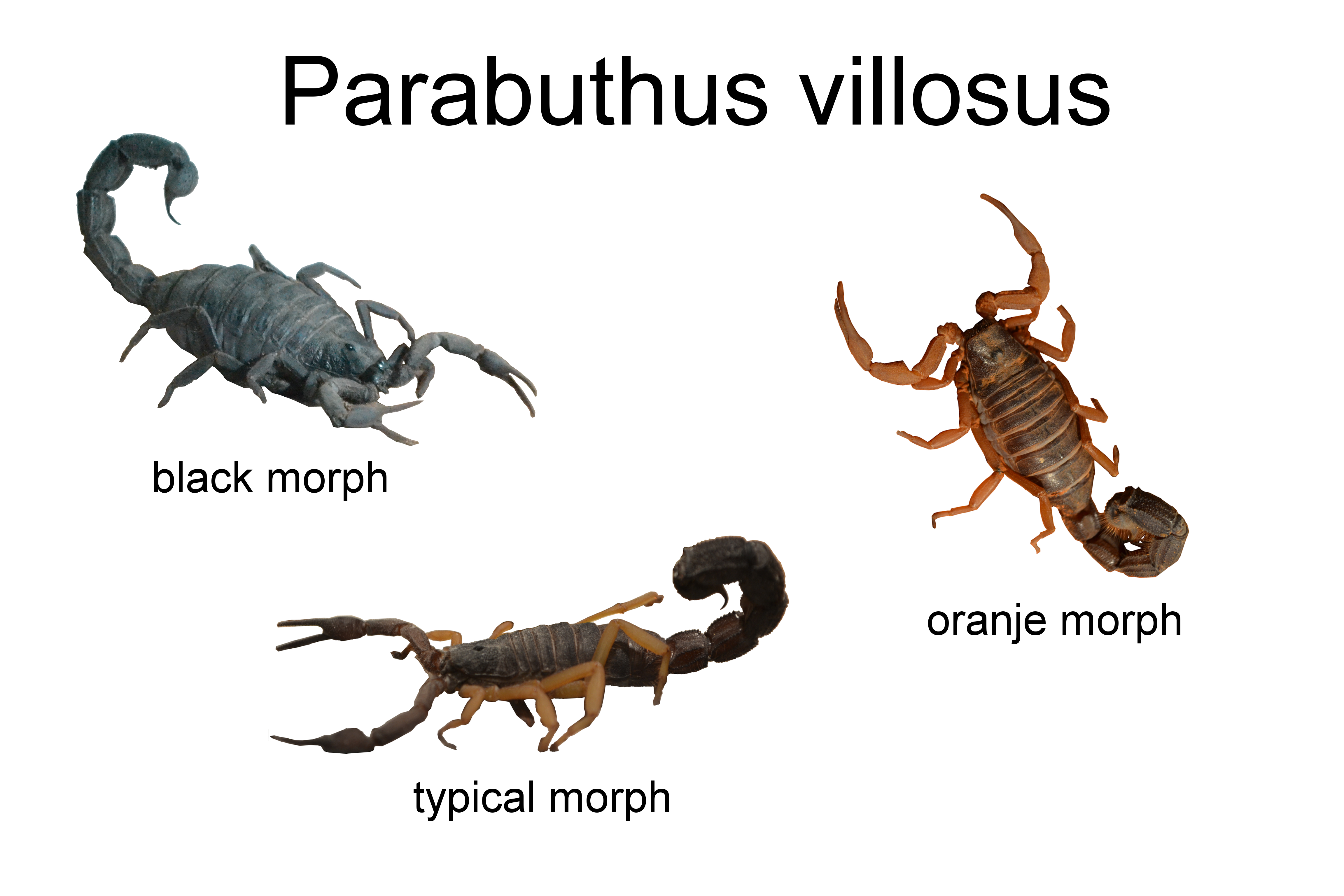
Parabuthus villosus

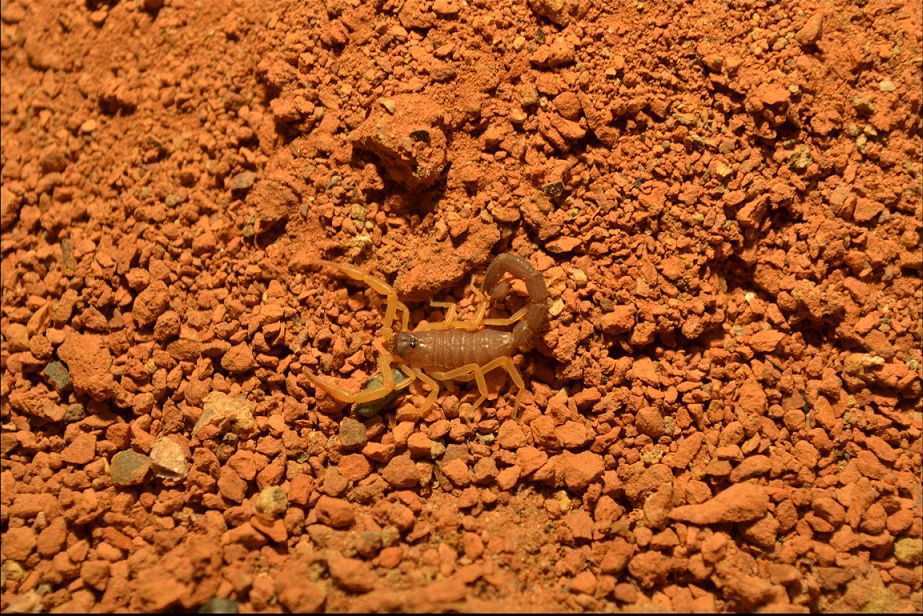
Parabuthus villosus

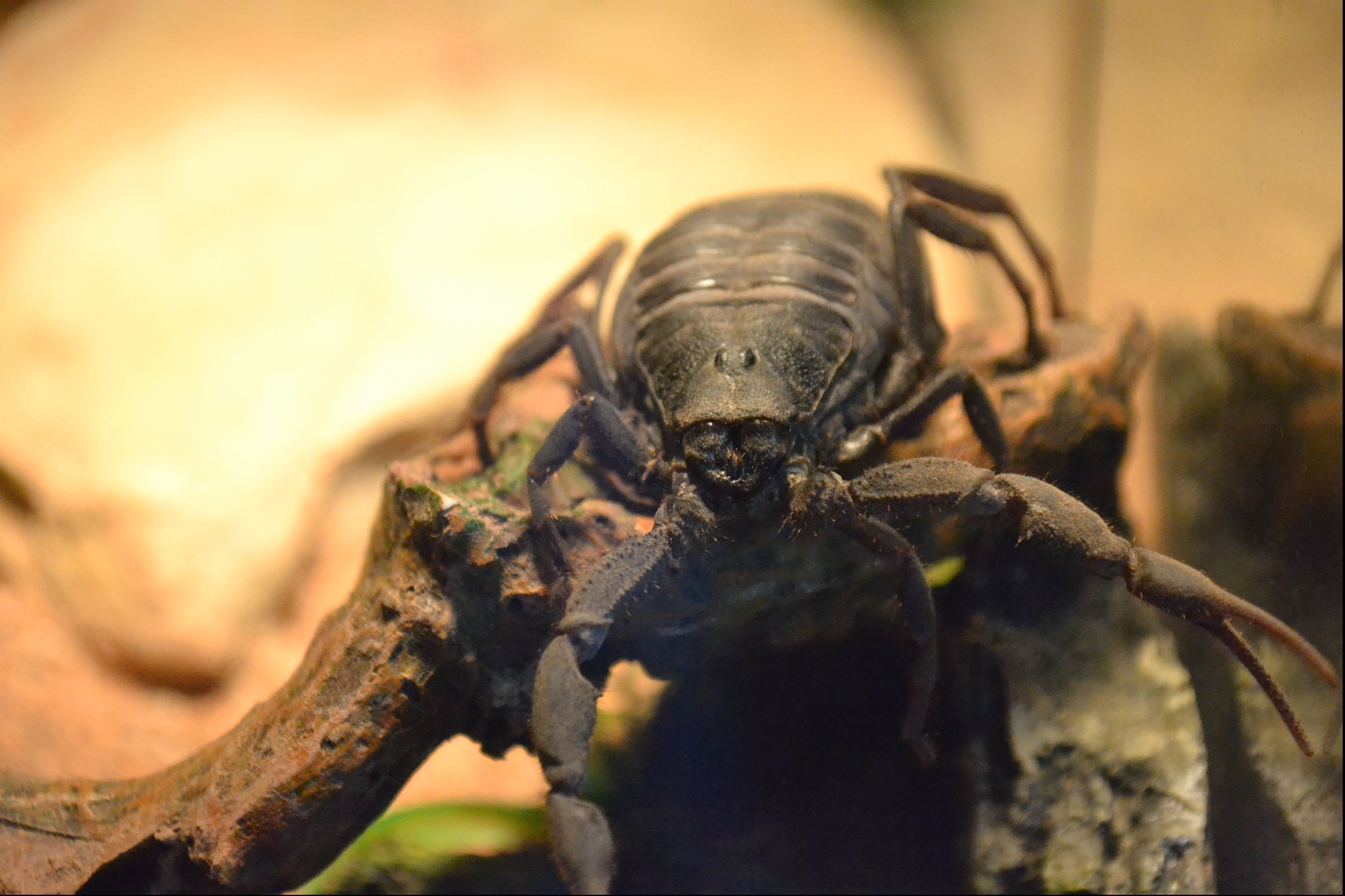
Parabuthus villosus

Il s'agit d'un des plus grands scorpions de la famille des Buthidae, mesurant jusqu'à 18 centimètres. Il ressemble à Parabuthus transvaalicus qui est toutefois strictement nocturne et qui se trouve dans des régions plus orientales.
Parabuthus villosus est souvent actif durant la journée,.
Il se nourrit notamment de souris et de lézards.

## Venin
Son venin est neurotoxique. Sa toxicité est élevée, mortelle pour l'homme. Les effets d'une envenimation vont d'une simple douleur vive à des problèmes cardio-vasculaires ou un œdème pulmonaire voire un décès. En cas de piqûre, il faut bien sûr aller immédiatement dans un lieu médicalisé.
Ce scorpion a la particularité, lorsqu'il est dérangé, de "pulvériser" son venin avec son dard. C'est un moyen d'intimidation et de défense, non mortel pour l'homme sous cette forme (contrairement à la piqûre).

## Systématique et taxinomie
Cette espèce a été décrite sous le protonyme Prionurus villosus par en Peters, 1862. Elle est placée dans le genre Parabuthus par Pocock en 1895.

## Publication originale
- Peters, 1862 : « Derselbe legte eine neue Scorpionenart Prionurus villosus. » Monatsberichte der Königlichen Preussischen Akademie der Wissenschaften zu Berlin, vol. 11, no , p. 26-27 (texte intégral).